# Oliver Simon (Bischof)
Oliver Simon (* 1945) ist ein ehemaliger anglikanischer Priester der Church of England und Bischof. Nach 40 Dienstjahren wurde er Bischof von Antsiranana in Mauritius von 2012 bis 2015.

## Leben

### Jugend und Ausbildung
Simon erhielt seine Ausbildung an der Durham University, wo er 1967 einen Bachelor of Arts (BA) in Geographie erwarb. Danach besuchte er die University of Sussex, wo er 1968 seinen Master of Arts (MA) erhielt. 1969 machte er am Cuddesdon College eine theologische Ausbildung. Er wurde am 26. September 1971 durch Eric Knell, den Bischof von Reading, in St John’s Reading zum Diakon geweiht. Die Priesterweihe erfolgte in der Michaelmas 1972 durch Kenneth Woollcombe, den Bischof von Oxford, in der University Church of St Mary the Virgin, Oxford.

### Priesterschaft
Sein erster Posten (first curacy) war Kidlington, wo er bis 1974 wirkte, dann ging er nach Bracknell. 1978 erhielt er seine erste Stellung im Amt als Vicar von Frodsham (bis 1988), danach ging er nach Easthampstead, wo er zwölf Jahre als Rector diente. In dieser Zeit studierte er an der University of Sheffield und erwarb den Master in Ministry and Theology (MMinTheol, 1994). Dann wurde er Chaplain am Ripon College Cuddesdon und Chaplain für die Community of St Mary the Virgin (2000–2005), sowie kurzzeitig Chaplain am Pembroke College, Oxford (2003–2004). Sein letztes Amt war als Team Vicar im Rugby-Team Ministry von 2005 bis 2010: in dieser Zeit diente er auch als Ordained Local Ministry (OLM) Officer und Director of Studies für die Diocese of Coventry (ab 2006) und als OLM Tutor an der The Queen’s Foundation (ab 2007). In dieser Zeit verfasste er einen Doctor of Ministry (DMin) für die University of London (2009).

### Bischof
Simon gab all seine Ämter zum 1. September 2010 ab. und begab sich ins Ausland um in der Diözese Mauritius als Director of Studies zu wirken. Am 19. Februar 2012 wurde er von Ian Ernest, dem Erzbischof des Indischen Ozean zum Bischof von Antsiranana (Diözesanbischof der Diözese Antsiranana) geweiht. Dieses Amt übte er bis 2015 aus. Bereits 2014 kündigte er seinen Rücktritt an und organisierte die Wahl eines Coadjutor Bishop als Nachfolger. Simon kehrte dann nach England zurück und lebt in Colyton, Devon.
Am 11. Februar 2017 unterzeichneten vierzehn Bischöfe im Ruhestand einen Offenen Brief an die amtierenden Bischöfe der Church of England. In einem beispiellosen Schritt formulierten sie ihre Opposition gegen den Report des House of Bishops bei der General Synod of the Church of England zu Sexualität, in welchem empfohlen wurde, die kirchlichen Kanones oder Praktiken zur Sexualität nicht zu verändern. Bis zum 13. Februar hatte ein weiterer amtierender Bischof (Alan Wilson, Bishop of Buckingham), sowie neun weitere Bischöfe im Ruhestand – inklusive Simon – ebenfalls unterschrieben; Am 15. Februar wurde der Report von der Synode zurückgewiesen.